# 立川志ら鈴
立川 志ら鈴（たてかわ しらりん、1975年8月7日 - ）は、落語立川流に所属する落語家。立川志らく門下の二ツ目。本名∶田中 里奈。出囃子は『ぽんぽこサンバ』。

## 経歴
- 保育士、声優、漫才師を経て2013年4月、立川志らくに入門。
- 2019年
  - 4月、二つ目昇進。
  - 5月、師匠の志らくが主宰する劇団の稽古に一門の弟子たちが一度も見学に来なかったことから「弟子が師匠に対して興味がないのなら弟子である必要はありません」との理由で、志らく門下の二つ目7人全員が前座に降格となった。ただし、いずれも期限を決めた上での前座再修行としている[1]。
- 2020年（令和2年）1月1日、立川志ら門とともに二ツ目に復帰。[2]